# Bolbogonium pseudopunctatissimum
Bolbogonium pseudopunctatissimum är en skalbaggsart som beskrevs av Jan Krikken 1977. Bolbogonium pseudopunctatissimum ingår i släktet Bolbogonium och familjen Bolboceratidae. Inga underarter finns listade.